# René Char

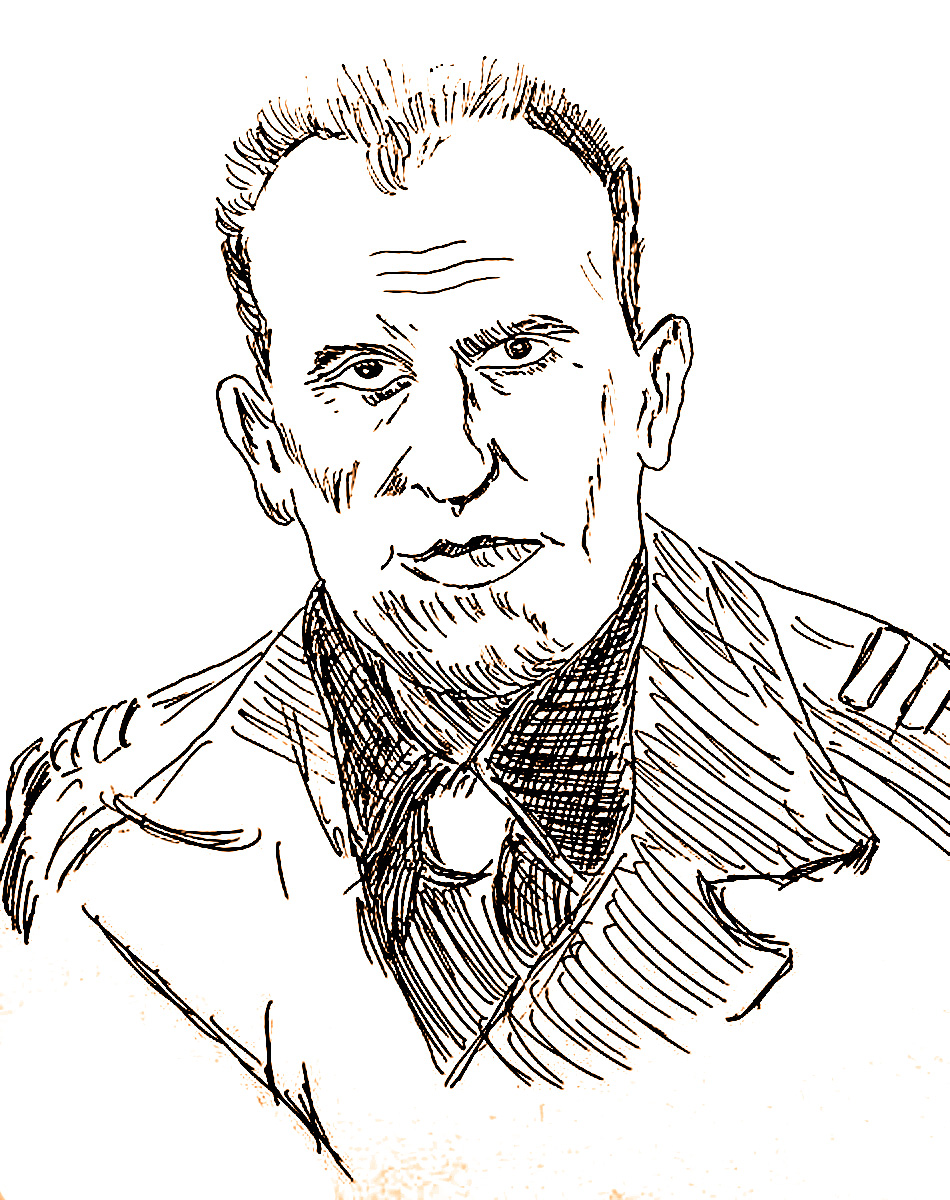
René Char

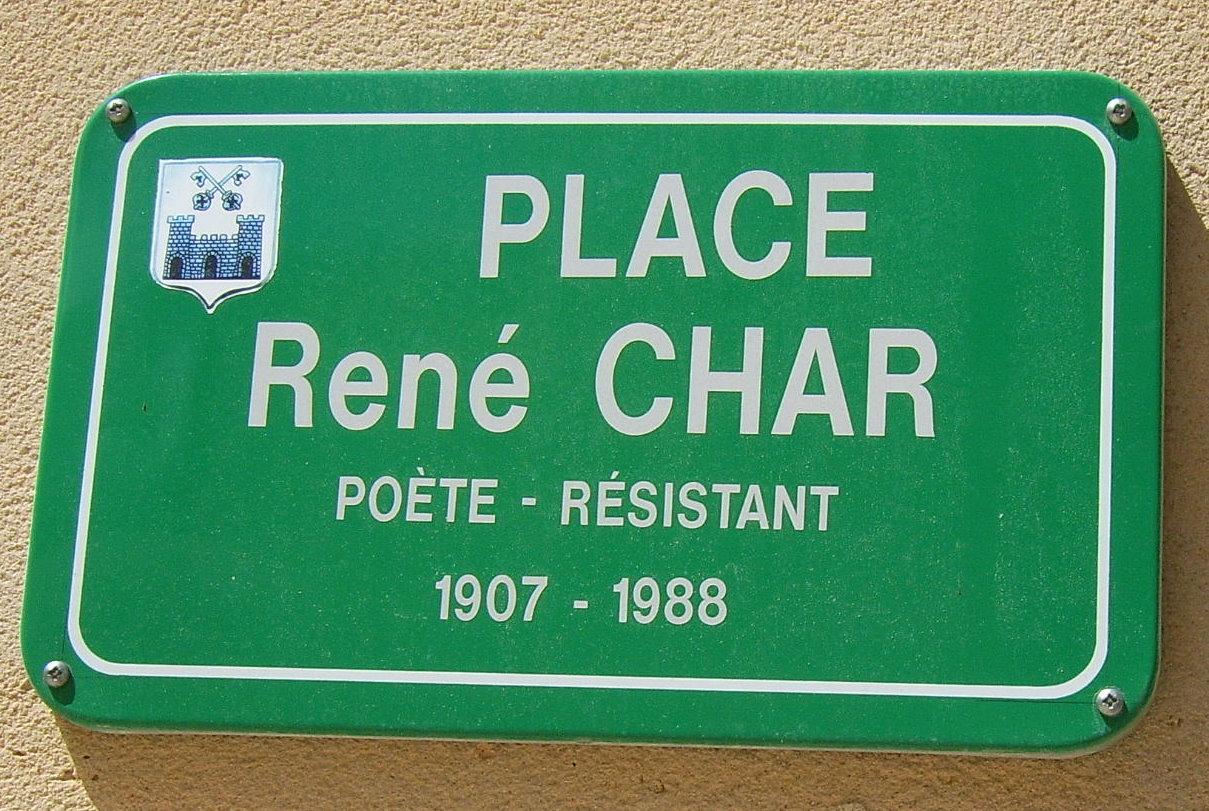
Straßenschild in Bollène, Provence

René Char (* 14. Juni 1907 in L’Isle-sur-la-Sorgue, Département Vaucluse; † 19. Februar 1988 in Paris) war ein französischer Dichter.

## Leben
Char studierte in Aix-en-Provence. 1929 begegnete er André Breton und Paul Éluard und trat der Künstlergruppe der Surrealisten bei, von der er sich ab Mitte der 1930er Jahre nach und nach wieder distanzierte. Anfang der 1940er Jahre hatte er ein Verhältnis mit der schwedischen Künstlerin Greta Knutson. Char ging 1940 in den Untergrund und kämpfte zusammen mit Gilbert Lély in der Résistance gegen die deutsche Besatzung. Die Ereignisse im Widerstand arbeitete er in den Prosagedichten Feuillets d'Hypnos auf (1942–44), von Albert Camus 1946 veröffentlicht und von Paul Celan 1959 ins Deutsche übertragen. Hannah Arendt zitiert daraus als Zeugnisse akuten und aktiven revolutionären Geistes in Über die Revolution (1965), vor allem Aphorismus Nr. 62 Unserer Erbschaft ist keinerlei Testament vorausgegangen. In den 1960er Jahren engagierte er sich gegen die Stationierung von Atomraketen in der Provence.
1955 lernte René Char, vermittelt durch Jean Beaufret, den deutschen Philosophen Martin Heidegger in Paris kennen. Später lud Char Heidegger trotz dessen einstiger Haltung zum Nationalsozialismus mehrfach zu Aufenthalten in der Provence ein. So kam es zu den Seminaren in Le Thor 1966, 1968, 1969 und in Zähringen 1973. Später distanzierte sich Char von Heidegger.
Seine Lyrik und sein dramatisches Werk „Le Soleil des eaux“ wurde unter anderem von Paul Celan, Franz Wurm, Curd Ochwadt, Horst Wernicke und Peter Handke ins Deutsche übersetzt. Mit den Berliner Surrealisten Johannes Hübner und Lothar Klünner, die ebenfalls große Teile seines Werkes übertrugen, stand er in freundschaftlichem Kontakt. Ebenso mit der zu diesem Kreis gehörenden Malerin Jeanne Mammen. Von seinen zahlreichen Büchern liegt ein Teil der Spätwerke  nicht in deutschsprachigen Ausgaben vor. Er war befreundet mit den Malern Nicolas de Staël und Joan Miró, dem Dichter Paul Éluard, dem Schriftsteller und Philosophen Albert Camus und dem Althistoriker Paul Veyne. Zahlreiche bedeutende Maler, u. a. Juan Gris, Henri Matisse und Georges Braque, illustrierten die Handschriften seiner Gedichte, die teilweise anlässlich seines hundertsten Geburtstags in aufwändigen Faksimileeditionen erschienen. Seine Werke Le Soleil des eaux und Le Marteau sans maître dienten als Vorlagen für Kompositionen von Pierre Boulez.
Char war Mitglied der Ehrenlegion.

## Werke (Auswahl)

### Werke im Original
- 1929: Arsenal
- 1930: Ralentir Travaux (zusammen mit André Breton und Paul Éluard)
- 1930: Artine
- 1934: Le Marteau sans maître
- 1945: Seuls demeurent
- 1945: Le Poème pulvérisé
- 1946: Feuillets d'Hypnos
- 1948: Fureur et Mystère (enthält Seuls demeurent, Feuillets d'Hypnos, Les Loyaux adversaires, Le Poème pulvérisé und La Fontaine narrative)
- 1949: Le Soleil des eaux
- 1950: Les Matinaux
- 1950: L'Art bref suivi de Premières alluvions
- 1951: À une sérénité crispée
- 1952: Lettera Amorosa
- 1953: Le Rempart de brindilles
- 1955: Recherche de la base et du sommet
- 1962: La Parole en archipel, 1952–1960
- 1968: Dans la pluie giboyeuse
- 1971: Le Nu perdu
- 1976: Aromates chasseurs
- 1977: Chants de la Balandrane
- 1979: Fenêtres dormantes et porte sur le toit
- 1985: Les Voisinages de Van Gogh
- 1988: Éloge d'une soupçonnée

### Übersetzungen
- Das bräutliche Antlitz. Dt. von Johannes Hübner und Lothar Klünner; Meta, Frankfurt am Main 1952.
  - wieder als: Zorn und Geheimnis. Gleiche Übersetzung; Fischer Tb., Frankfurt am Main 1991. ISBN 978-3-596-29571-5.
- Irdische Girlande. Dt. von Marie Philippe und Jean-Pierre Wilhelm; Limes, Wiesbaden 1954.
- Auf das Wohl der Schlange. Dt. von Jean-Pierre Wilhelm; Profile, Heidelberg 1955.
- Poésies. Dichtungen. Dt. von Paul Celan, Johannes Hübner, Lothar Klünner und Jean-Pierre Wilhelm; S. Fischer, Frankfurt am Main 1959.
- Schriften zur bildenden Kunst. Gedichte. Dt. von Greta Wolfer-Rau und Franz Wurm; Die Arche, Zürich 1963.
  - wieder als: Gedichte. Schriften zur bildenden Kunst. Die Arche, Zürich 1988, ISBN 978-3-7160-3509-2.
- Hypnos und andere Dichtungen. Eine Ausw. d. Autors. Dt. von Paul Celan, Johannes Hübner u. a.; S. Fischer, Frankfurt am Main 1963.
  - wieder als: Hypnos. Aufzeichnungen aus dem Maquis (1943-1944). Dt. von Paul Celan; Fischer Tb., Frankfurt am Main 1990, ISBN 978-3-596-29570-8.
- Claire. Theater im Grünen. Dt. von Anneliese Hager; S. Fischer, Frankfurt am Main 1967.
- Ausgewählte Gedichte. Dt. von Johannes Hübner u. a.; Luchterhand, Neuwied/Berlin 1968.
- Poésies. Teil: 2. Dt. von Johannes Hübner, Lother Klünner, Gerd Henniger u. a.; S. Fischer, Frankfurt am Main 1968.
- Die Sonne der Gewässer. Schauspiel für ein Gemälde der Fischer. Dt. von Anneliese Hager; S. Fischer, Frankfurt am Main, ca. 1970.
- Poesiealbum 74. Auswahl von Bernd Jentzsch und Bernhard Thieme, Dt. von Paul Celan u. a.; Verlag Neues Leben, Berlin 1973.
- Vertrauen zum Wind. Gedichte. Dt. von Johannes Hübner und Lothar Klünner; Heiderhoff, Waldbrunn 1984, ISBN 978-3-921640-70-8.
- Rückkehr stromauf. Gedichte 1964–1975. Dt. von Peter Handke; Hanser, München/Wien 1984. ISBN 3-446-13840-4.
  - wieder als: Rückkehr stromauf. Gedichte. Suhrkamp, Berlin 2017, ISBN 978-3-518-46902-6.
- Draussen die Nacht wird regiert. Poesien. Dt. von Paul Celan u. a.; S. Fischer, Frankfurt am Main 1986, ISBN 978-3-10-010703-9.
- Und der Schatten der Sanduhr begräbt die Nacht. Verschiedene Übersetzer; Volk und Welt, Berlin 1988, ISBN 978-3-353-00348-5.
- Vorsicht Baustelle. Dt. von Wolfgang Schmidt; Edition Sirene, Berlin 1988. ISBN 3-924095-37-X.
- Lob einer Verdächtigen. Dt. von Lothar Klünner; Suhrkamp, Frankfurt am Main 1989. ISBN 3-518-22023-3.
- Die Nachbarschaften Van Goghs. Dt. von Peter Handke; Renner, München 1990. ISBN 3-927480-09-6.
- Schattenharmonie. Gedichte und Prosa. Dt. von Lothar Klünner; Friedenauer Presse, Berlin 1991, ISBN 978-3-921592-68-7.
- Die Bibliothek in Flammen. Gedichte. Dt. von Johannes Hübner, Lothar Klünner u. a.; Fischer Tb., Frankfurt am Main 1992, ISBN 978-3-596-10803-9.
- Die Sonne der Wasser. Schauspiel für ein Fischergemälde. Dt. von Curd Ochwadt; Lambert Schneider, Gerlingen 1994, ISBN 3-7953-0922-0.
  - wieder bei: Charis, Hannover 2002, ISBN 978-3-921160-10-7.
- Einen Blitz bewohnen. Ausgewählte Gedichte. Dt. von Johannes Hübner, Lothar Klünner u. a.; Fischer Tb., Frankfurt am Main 1995, ISBN 978-3-596-12675-0.
- Der herrenlose Hammer. Dt. von Jürgen Brôcan; Legueil, Stuttgart 2002. ISBN 3-9804247-6-6.
- Über die Dichtung. Dt. von Manfred Bauschulte und Marion Gees; Tartin-Ed., Salzburg/Paris, ISBN  	978-3-902163-16-5.
- Elegien der Balandrane 1975–77. Dt. von Jean Voellmy; Legueil, Stuttgart 2005. ISBN 3-9804247-8-2.
- Gute Nachbarn. Gedichte, Briefe, Texte und Bilder. Hrsg. von Katharina Pektor; Wallstein, Göttingen 2024, ISBN 978-3-8353-5578-1.

## Belege
1. ↑  Daniela Büchten: Greta Knutson, in: Britta Jürgs (Hrsg.): Etwas Wasser in der Seife: Portraits dadaistischer Künstlerinnen und Schriftstellerinnen. Aviva Verlag, Grambin 1999, ISBN 3-932338-06-5, S. 127–146
2. ↑  Eine differenzierte Untersuchung zum Verhältnis Char / Heidegger bietet Michael Worton: ‘Between’ Poetry and Philosophy: René Char and Martin Heidegger, im Volltext als pdf zum Download zur Verfügung gestellt vom Modern Languages Publications Archive unter https://core.ac.uk/download/pdf/17439.pdf
3. ↑  Johann Thun: »Tu as bien fait de partir« Jeanne Mammen, Rene Char und Arthur Rimbaud. In: Förderverein der Jeanne-Mammen-Stiftung e. V., Berlin (Hrsg.): Jeanne Mammen Paris – Bruxelles – Berlin. 1. Auflage. Deutscher Kunstverlag, Berlin 2016, ISBN 978-3-422-07375-3, S. 158–178.
4. 1 2  Portraits de décorés: René Char. In: www.legiondhonneur.fr. Abgerufen am 20. September 2019.
5. ↑  R. C.: Grüne Steine. Übers. Peter Handke, S. 97; Johannes Hauck: Dialog der Bilder. S. 98–104

| Personendaten    | Personendaten                   |
| ---------------- | ------------------------------- |
| NAME             | Char, René                      |
| ALTERNATIVNAMEN  | Capitaine Alexandre (Pseudonym) |
| KURZBESCHREIBUNG | französischer Dichter           |
| GEBURTSDATUM     | 14. Juni 1907                   |
| GEBURTSORT       | L’Isle-sur-la-Sorgue            |
| STERBEDATUM      | 19. Februar 1988                |
| STERBEORT        | Paris                           |